# Juego de estilo alemán

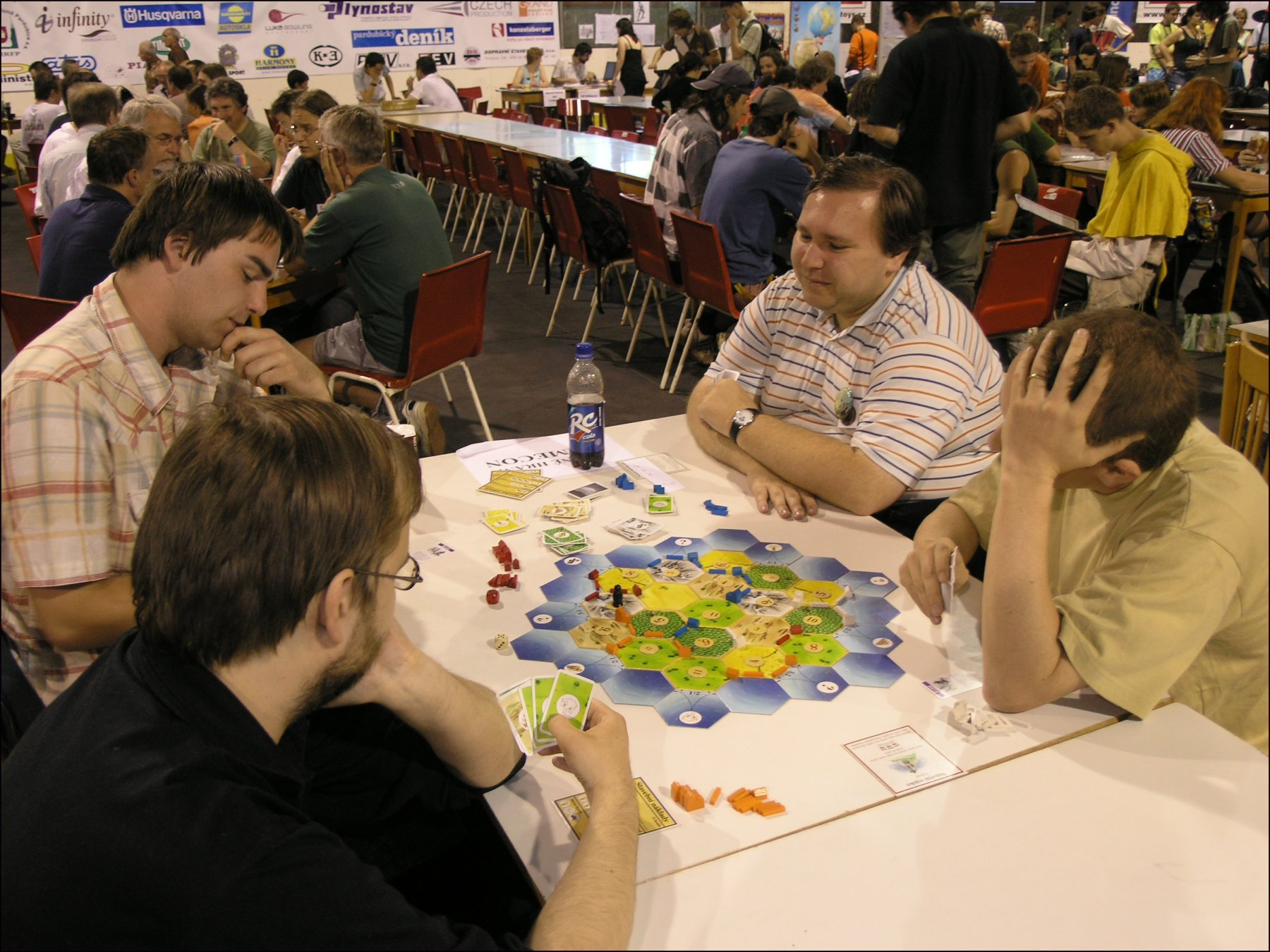
Los Colonos de Catán, primer juego de estilo alemán que rompió las barreras del mercado europeo.

Un juego de estilo alemán, juego de estilo europeo o eurojuego es un tipo de juego de mesa temático que, a grandes rasgos, se caracteriza por los siguientes conceptos:
- Mayor incidencia en el sistema de juego que en su fidelidad al tema, que en ocasiones llega a funcionar como mera excusa para su creación.

- Fomento de la cooperación de todos los jugadores en el transcurso de la partida, sin que se produzca su eliminación temprana durante el juego o incluso implementando mecanismos para fomentar las posibilidades de recuperación de los más rezagados.

- Duración limitada, a lo sumo, a unas pocas horas.

- Escaso uso del lenguaje, a efectos de facilitar la internacionalización de los juegos; se minimiza el uso de texto escrito (excepto en las reglas), sustituyéndolo en lo posible por símbolos y dibujos, y no suelen requerir el uso de la palabra hablada.

- Y, en términos generales, su mayor sencillez respecto a juegos precedentes, derivados de la escuela anglosajona.

La denominación procede de que los pioneros en esta filosofía de diseño de juegos fueron autores alemanes como Klaus Teuber, Wolfgang Kramer, Andreas Seyfarth y Reiner Knizia, aunque entre los autores más destacados figuren también diseñadores de otras nacionalidades, como el francés Bruno Faidutti y el británico Alan R. Moon. 
El origen de los juegos de estilo alemán puede rastrearse hasta finales de la década de 1970 en los juegos producidos por empresas como Gibson Games, Ravensburger, Battleline, Eurogame o International Team. Sin embargo, el primer juego de estilo alemán que rompió las barreras del mercado europeo fue Los Colonos de Catán, editado por Franckh-Kosmos Verlags-GmbH & Co. en 1995 y punto de partida para el posterior auge del género.

## Ejemplos de juegos

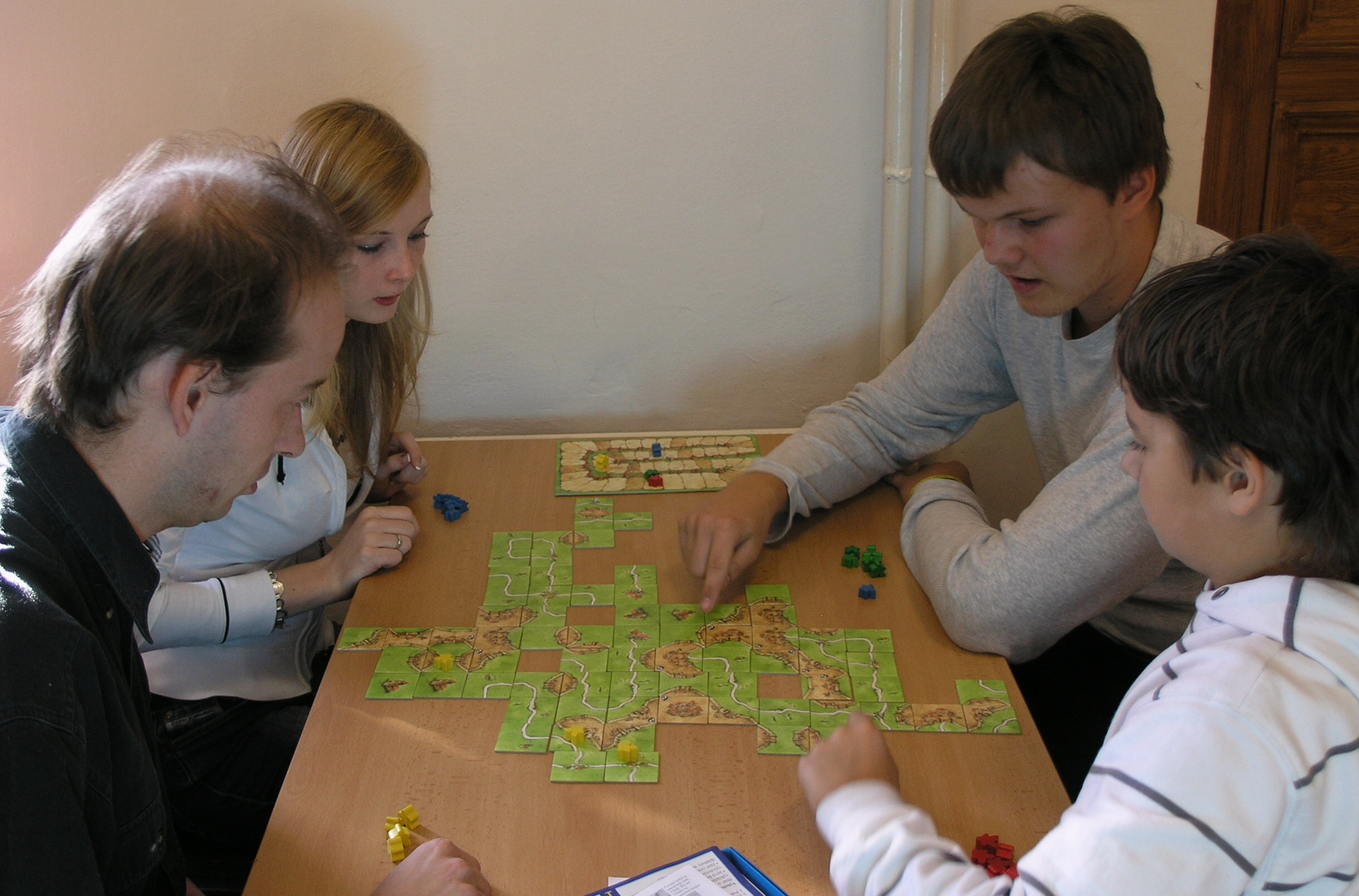
Carcassonne

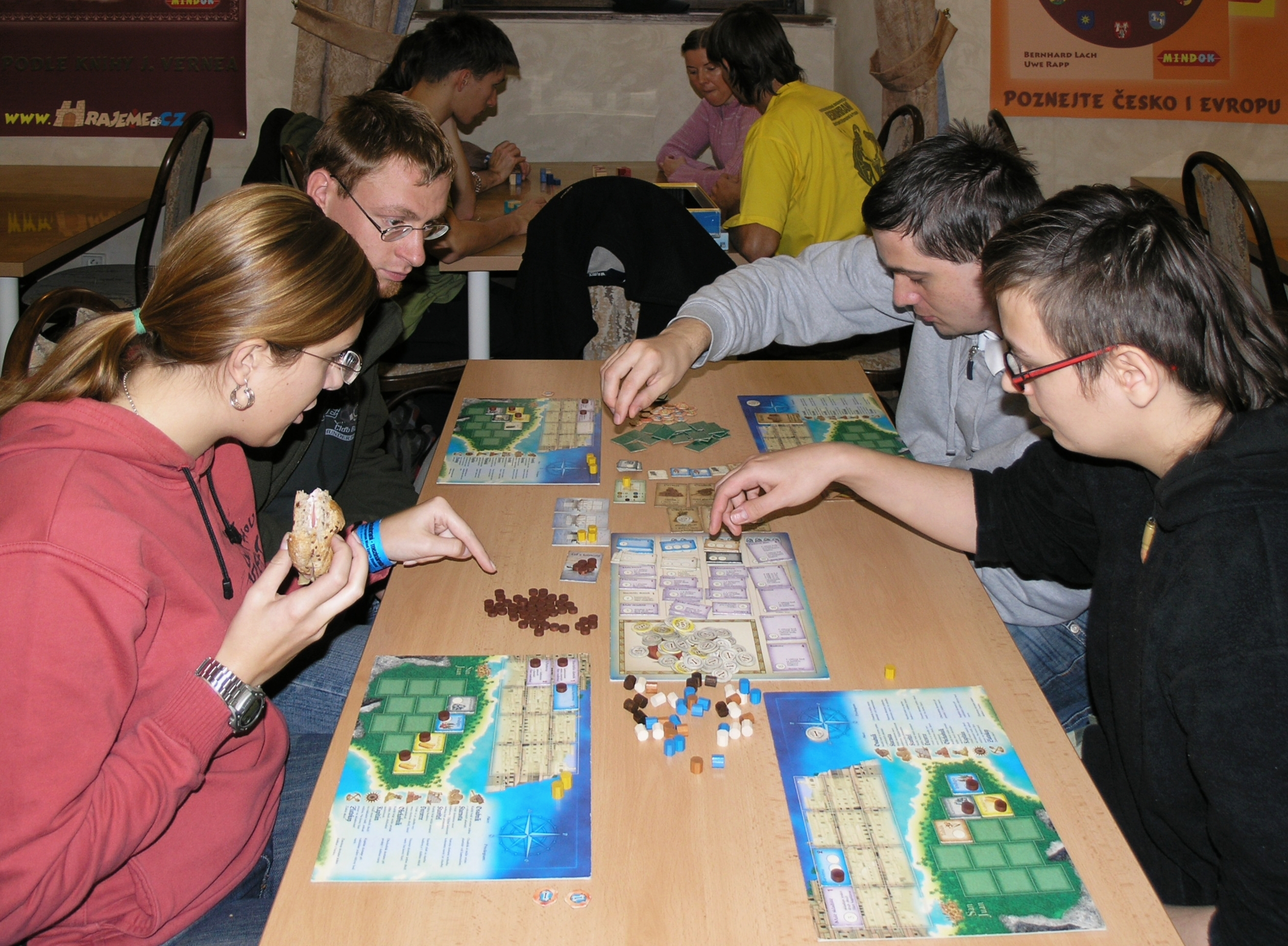
Puerto Rico

Algunos títulos destacados son, sin carácter completista: 
- Modern Art (Reiner Knizia, 1992)
- Los Colonos de Catán (Klaus Teuber, 1995)
- El Grande (Wolfgang Kramer y Richard Ulrich, 1995)
- Tigris & Euphrates (Reiner Knizia, 1997)
- Samurai (Reiner Knizia, 1998)
- Citadels (Bruno Faidutti, 2000)
- Carcassonne (Klaus-Jürgen Wrede, 2000)
- Puerto Rico (Andreas Seyfarth, 2002)
- Alhambra (Dirk Henn, 2003)
- Aventureros al tren (Alan R. Moon, 2004)
- Niagara (Thomas Liesching, 2004)
- Power Grid (Friedemann Friese, 2004)
- Caylus (William Attia, 2005)
- Kreta (Stefan Dorra , 2005)
- Agricola (Uwe Rosenberg, 2007)
- La Villa (Inka y Markus Brand, 2011)
- Ave Cesar (Bureau de Juegos, 2013)
- Terraforming Mars (Jacob Fryxelius, 2016)
- El Banquete de Odín (Uwe Rosenberg, 2016)
- Azul (Michael Kiesling, 2017)
- Tierras Bajas (Claudia Partenheimer y Ralf Partenheimer, 2018)
- Carnegie (Xavier Georges, 2022)